# Via Vittorio Emanuele II (Firenze)
Via Vittorio Emanuele II è un'importante strada di Firenze. Con i suoi 2 km circa di lunghezza, collega la zona del ponte Rosso con piazza Dalmazia circonvallando il quartiere di Statuto.
Percorrendo la via, dedicata al primo re d'Italia, ci si imbatte in architetture di varie epoche, stili e livelli.

## Edifici
| Immagine | Nome                              | Descrizione |
| -------- | --------------------------------- | --- |
|          | Giardino dell'Orticultura         | Allestito nel 1852, da parte dell'Accademia dei Georgofili dopo aver constatato il diffondersi della pratica dell'arte del giardinaggio. |
|          | Villa Fabbricotti                 | Fondata nel Trecento dalla famiglia Buoninsegni. Gli Strozzi nell'Ottocento l'acquistarono, ne fecero una tenuta da caccia e l'abbellirono con un ampio giardino, ma l'aspetto attuale si deve a Giuseppe Fabbricotti, che l'acquistò nel 1864 e lo stesso anno incaricò gli architetti Vincenzo Micheli e Antonio Cipolla di trasformare l'antico Casino di caccia in una lussuosa residenza. |
|          | Palazzo dei Vescovi fiorentini    | Il palazzo dei Vescovi si trovava ad angolo tra Via Luigi Lanzi e via Vittorio Emanuele II. Nel palazzo si recavano i Vescovi per la villeggiatura estiva. A questo palazzo era annesso l'oratorio di Sant'Antonio del Vescovo. Del palazzo e dell'oratorio non si conosce l'anno di costruzione, ma sono già citati in documenti del Duecento.                                                |
|          | Tabernacolo di via dei Cappuccini | All'angolo di via dei Cappuccini, dove è situata la chiesa dei Santi Francesco e Chiara, su via Vittorio Emanuele II, a Firenze, si trova un grande tabernacolo che contiene un affresco del Perdono d'Assisi, eseguito nel 1854 dal pratese Antonio Marini, pittore di corte, disegnato dall'architetto Benetti.                                                                              |

## Rifredi e la Tramvia
Il tratto di Via Vittorio Emanuele II tra piazza Dalmazia e via Tavanti è attraversato dalla linea T1 della Tramvia Fiorentina sulla linea che da Scandicci, passando per Stazione SMN porta all'Ospedale di Careggi, con un solo binario che occuperà metà della sede stradale, mentre l'altra metà sarà adibita in parte a corsia per i veicoli e in parte a posteggi delle auto paralleli al marciapiede alternati a piccole aiuole con piccoli alberi.